# Bryum neodamense
Bryum neodamense là một loài Rêu trong họ Bryaceae. Loài này được Itzigs. mô tả khoa học đầu tiên năm 1848.